# بیچ پورت
بیچ پورت (به انگلیسی: Beachport) یک شهرک در استرالیا است که در استرالیای جنوبی واقع شده‌است.